# Юшково (Марий Эл)
Юшково (мар. Юшково) — деревня в Медведевском районе Республики Марий Эл России. Входит в состав Кузнецовского сельского поселения.

## География
Деревня находится в центральной части республики в зоне хвойно-широколиственных лесов, при автодороге 88К-001, на расстоянии примерно 18 км (по прямой) к северо-востоку от Медведево, административного центра района. Абсолютная высота — 138 м над уровнем моря.

### Климат
Климат характеризуется как континентальный, с продолжительной холодной зимой и коротким жарким летом. Среднегодовая температура воздуха — 2,6 °С. Средняя температура воздуха самого тёплого месяца (июля) — 18,2 °C (абсолютный максимум — 38 °C); самого холодного (января) — −13,7 °C (абсолютный минимум — −47 °C). Безморозный период длится около 131 дня. Среднегодовое количество атмосферных осадков составляет 491 мм, из которых около 70 % выпадает в тёплый период.

### Часовой пояс
Деревня Юшково, как и вся Марий Эл, находится в часовой зоне МСК (московское время). Смещение применяемого времени относительно UTC составляет +3:00.

## Население
| 2010 | 2011 | 2012 | 2013 | 2015 | 2016 | 2018 |
| ---- | ---- | ---- | ---- | ---- | ---- | ---- |
| 137  | ↗138 | ↗139 | ↗144 | ↗145 | ↘142 | ↗145 |
| 2019 | 2021 |      |      |      |      |      |
| →145 | ↗146 |      |      |      |      |      |

### Национальный состав
Согласно результатам переписи 2002 года, в национальной структуре населения русские составляли 64 % из 113 чел.

## Известные жители
- Кельбедина, Капитолина Михайловна (1893—1967) — советский государственный деятель, деятель образования и просвещения.